# 云南扁蝇虎
云南扁蝇虎（学名：Menemetus yunnanensis）为跳蛛科扁蝇虎属的动物。在中国大陆，分布于云南等地。该物种的模式产地在云南。其种加词 yunnanensis 意为“云南的”。